# Libacao
Libacao é um município de  terceira classe de renda municipal (d) na província Aklan, nas Filipinas. De acordo com o censo de 1 de maio  de  2020 possui uma população de 28 272 pessoas e 7 086 domicílios.